# 온슬로우 스티븐스
온즐로 스티븐스(Onslow Stevens, 1902년 3월 29일 ~ 1977년 1월 5일)는 미국의 배우이다.
로스앤젤레스에서 태어났으며 밴나이스에서 사망하였다. 사인은 폐렴이다.

## 출연 작품

### 영화
- 론리하트 (1958년) - 미스터 라시터 역
- 트리뷰 투 어 배드 맨 (1956년)
- 십계 (1956년)
- 방사능 X (1954) - 오브라이언 장군 역
- 시로코 (1951년)
- 정글 보이 봄바 (1949년)
- 캐년 패시지 (1946년)
- 드라큐라의 집 (1945년)
- 웬 투마로우 컴스 (1939년)
- 카운셀러 엣 로 (1933년)

### 텔레비전
- 딜론 보안관 (1959)
- 보난자 (1959)
- The Magical World of Disney (1960-61) - 마일스 장군 역